# Alpha Arae
Alpha Arae (α Arae, α Ara) é a segunda estrela mais brilhante da constelação de Ara, com uma magnitude aparente média de 2,93. Dados de paralaxe coletados durante a missão Hipparcos indicam que está a aproximadamente 270 anos-luz (82 parsecs) da Terra, com uma margem de erro de 7%. A magnitude visual dessa estrela é diminuída por 0,10 magnitudes como resultado de extinção por gás e poeira.

## Propriedades
Alpha Arae tem uma classificação estelar de B2 Vne, indicando que é uma massiva estrela de classe B da sequência principal. O sufixo 'n' indica que as linhas de absorção em seu espectro estão espalhadas e nebulosas devido ao efeito Doppler da rápida rotação. A velocidade de rotação projetada foi medida como até 375 km s–1. Meilland et al. (2007) estima que o polo da estrela está inclinado em 55° à linha de visão, dando uma velocidade azimutal equatorial de 470 km s–1. A rotação rápida causa o raio equatorial ser 14% maior que o polar.
Alpha Arae é uma estrela Be, conforme indicado pelo 'e' em sua classificação. Isso indica que linhas de emissão são observadas no espectro, que estão vindo de um disco de material ejetado da estrela por causa de sua rápida rotação. Em 2003 e 2005, Alpha Arae foi observada por interferometria infravermelha, usando os instrumentos MIDI e AMBER no interferômetro VLT. Os resultados, publicados em 2005 e 2007, parecem mostrar que Alpha Arae é cercada por um denso disco equatorial de material em rotação Kepleriana (ao invés de uniforme), e que está perdendo massa por vento estelar polar com uma velocidade terminal de aproximadamente 1,000 km/s. Também há evidências que Alpha Arae é orbitada por uma estrela companheira a 0,7 UA.
Alpha Arae tem cerca de 9,6 vezes a massa do Sol e um raio médio 4,5 vezes maior que o solar. Está emitindo 5 800 vezes mais luminosidade que o Sol a uma temperatura efetiva de 18 044 K. Essa temperatura dá a Alpha Arae a coloração azul-branca característica de estrelas de classe B. É uma estrela variável com uma magnitude que varia entre 2,76m e 2,90m.
Alpha Arae tem uma estrela companheira visual, CCDM J17318-4953B, localizada a cerca de 50 segundos de arcos de distância, com uma magnitude aparente de 11. As duas estrelas estão próxima uma da outra no céu por coincidência e não estão associadas fisicamente.

## Na cultura
Com β e σ Ara Alpha Arae forma o asterismo chinês Choo (pinyin: chǔ, 杵), "pilão" na astronomia chinesa tradicional. Era a segunda estrela de Choo (杵二), mas R. H. Allen usou o nome Choo apenas para essa estrela. Patrick Moore lista Choo como nome próprio para essa estrela.